# Folwark (Wierzbica)
Folwark – część wsi Wierzbica w Polsce, położona w województwie świętokrzyskim, w powiecie pińczowskim, w gminie Kije.
W latach 1975–1998 Folwark administracyjnie należał do województwa kieleckiego.